# 林村

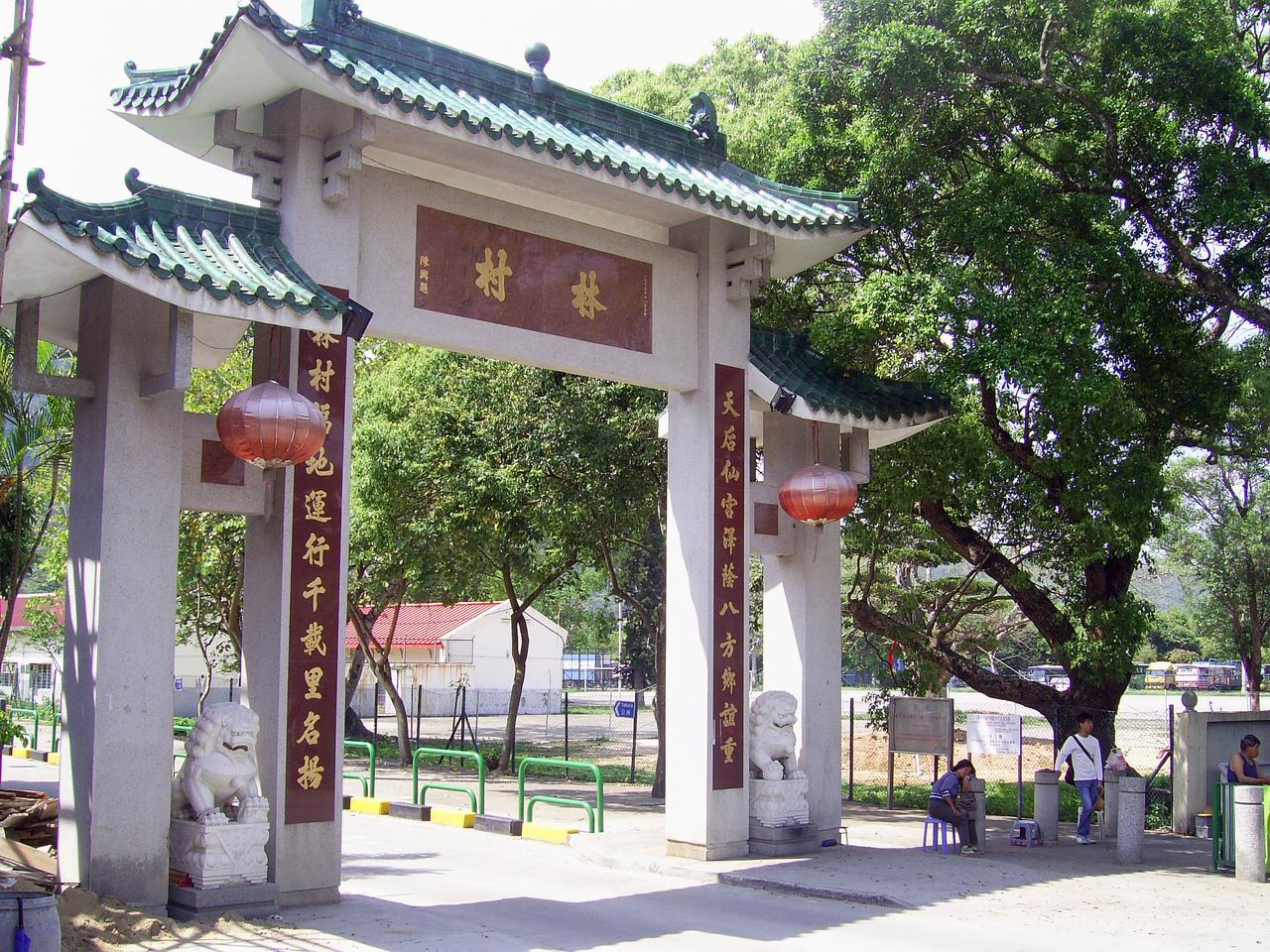
位於放馬莆村的林村牌樓

林村（英語：Lam Tsuen），全稱林村鄉，是香港新界大埔區林村谷的一個地方。該處北面為大刀屻，西南為大帽山，中間被通往錦田的林錦公路貫穿，東至圍頭村輋地，西以嘉道理農場爲界，有林村河流經，而大刀屻山體大部分已被納入林村郊野公園範圍。

## 林村各村
林村於南宋時期的1287年開始有人定居，現時有26條鄉村，雖然地名以林姓為名，但村民並非以林姓為最多。最早建立的鍾屋村，村民姓鍾， 大約在700多年前立村，鍾姓亦是林村中最多人的姓氏，而新村、坪朗、大菴山及寨乪等也是鍾姓村落。其他主要姓氏還包括張姓、黃姓及陳姓等。

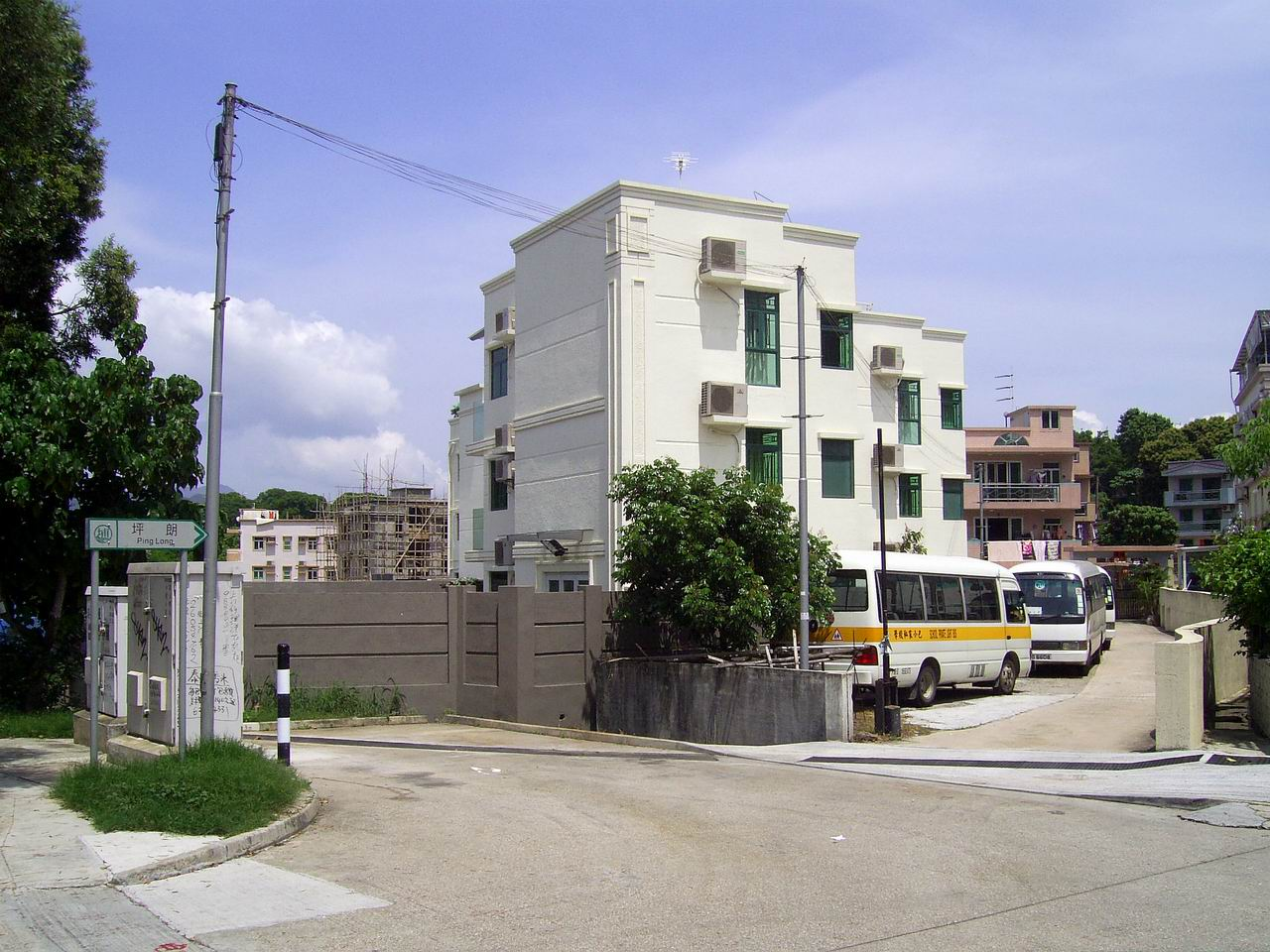
坪朗

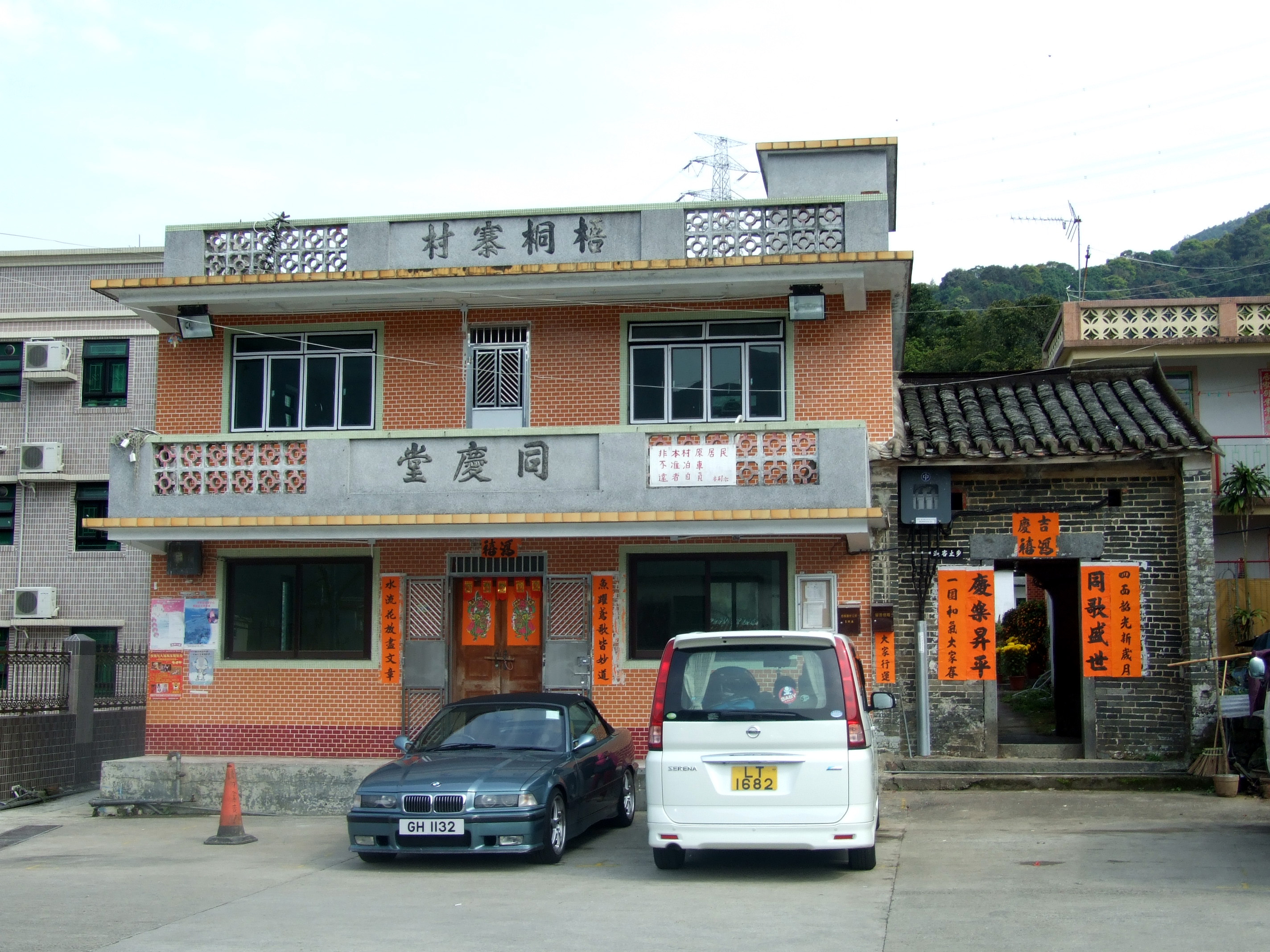
梧桐寨

| - 圍頭 - 南華莆 - 較寮下 - 坑下莆 - 放馬莆 - 新屋仔 - 鍾屋村 - 社山 - 塘上村 - 新村 - 龍丫排 - 田寮下 - 大菴 | - 新塘 - 坪朗 - 大菴山 - 小菴山 - 寨乪 - 麻布尾 - 大陽輋 - 水窩 - 白牛石（上） - 白牛石（下） - 梧桐寨 - 蓮澳（李屋） - 蓮澳（鄭屋） |  |  |

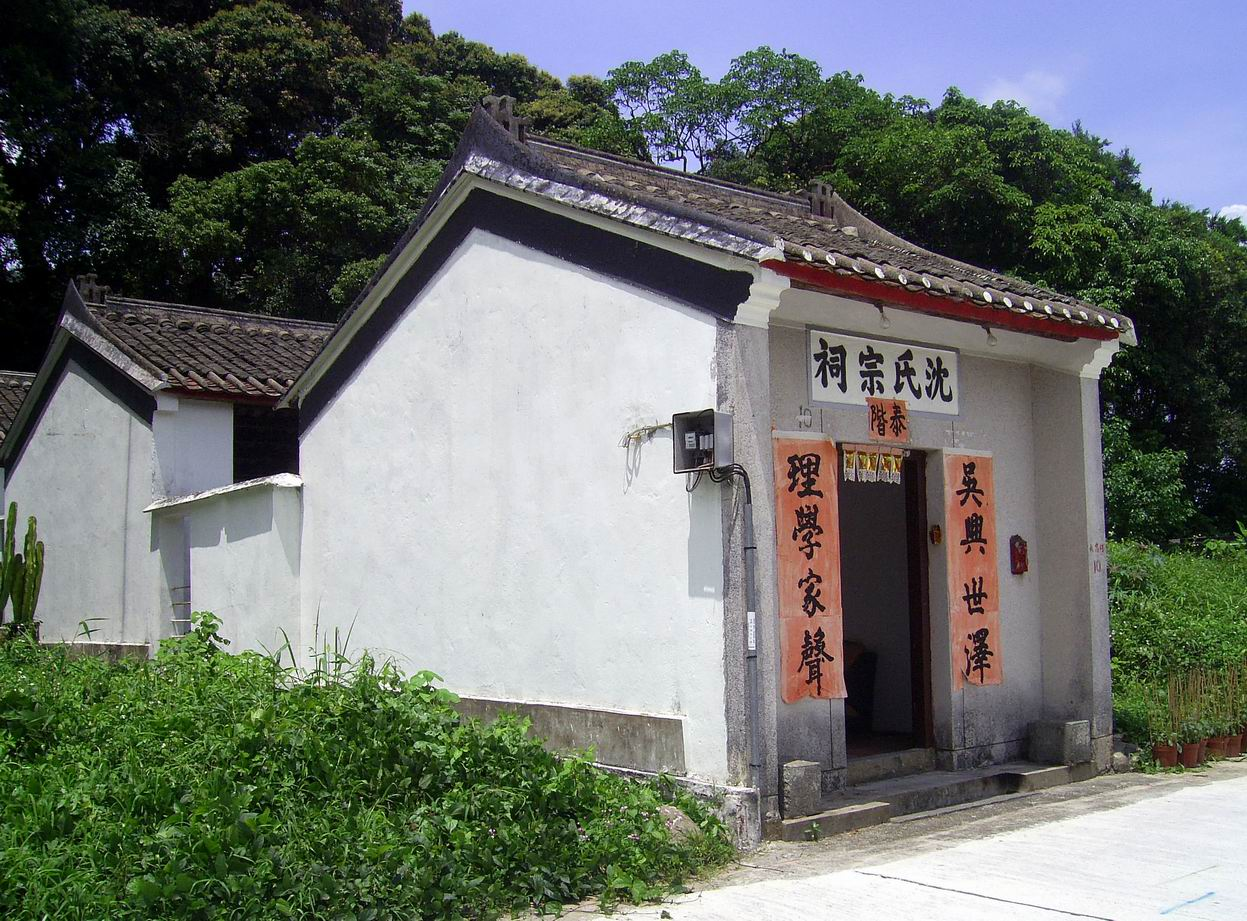
水窩村沈氏宗祠
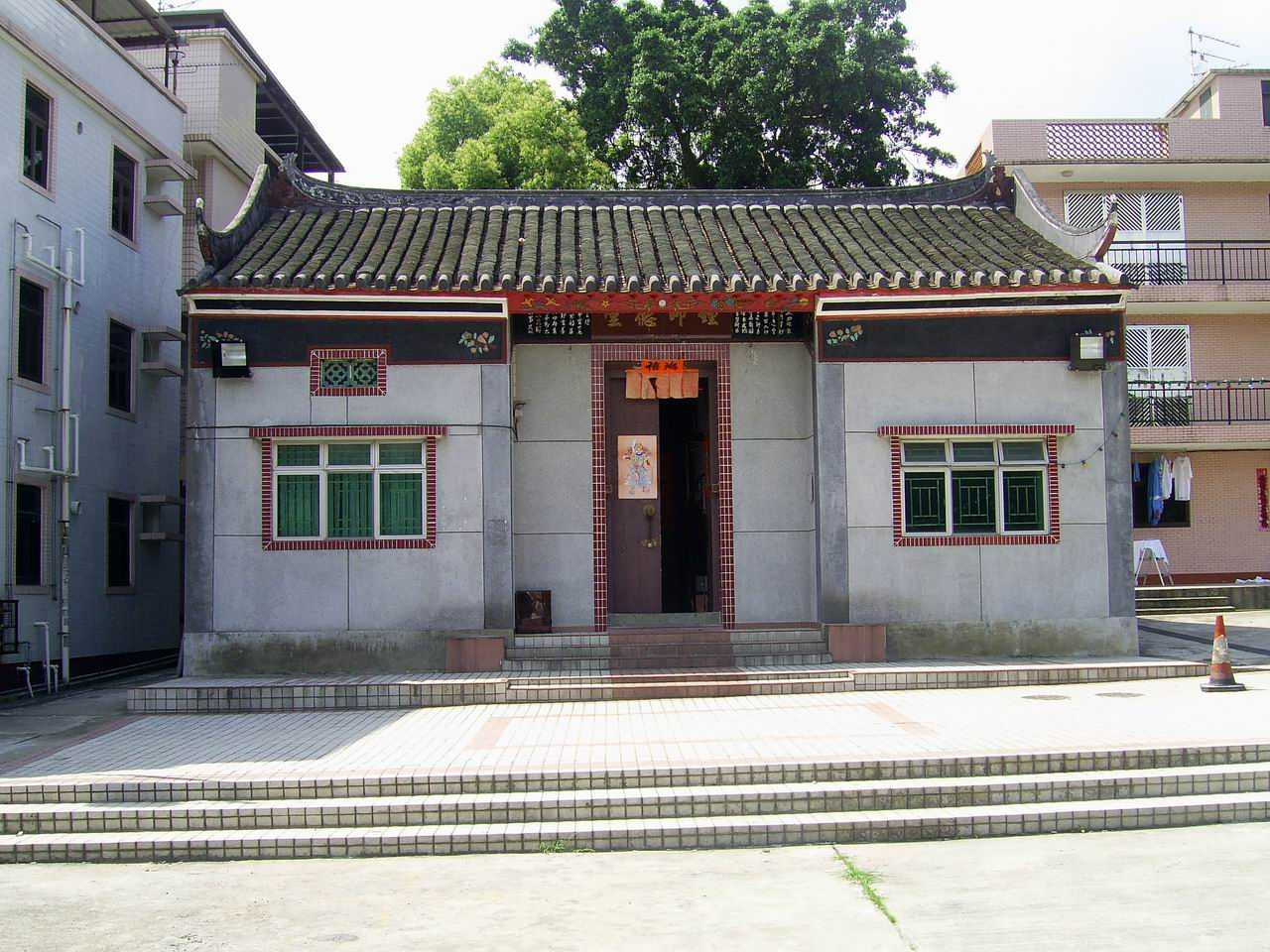
鍾屋村鍾氏宗祠
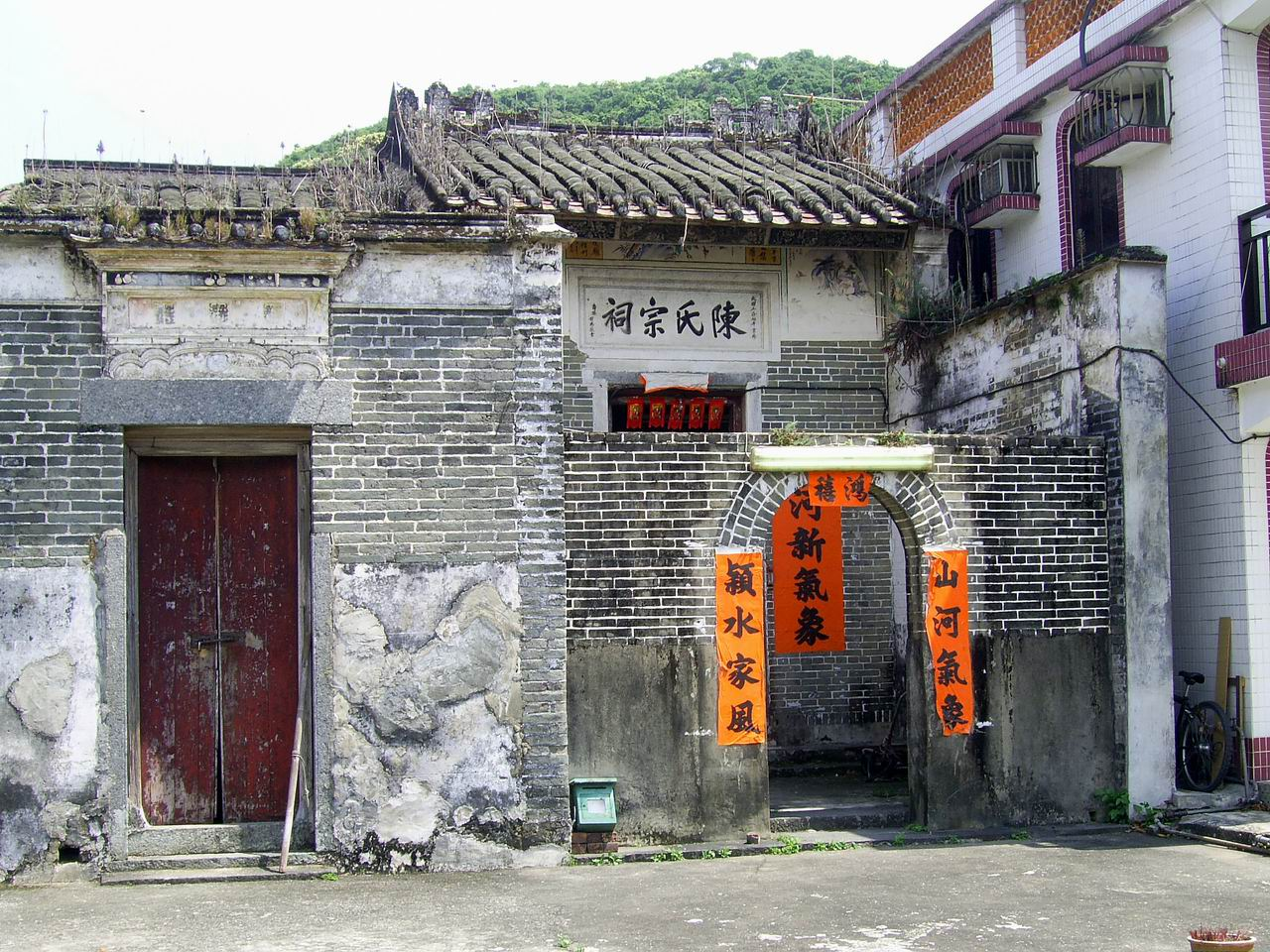
社山村陳氏宗祠
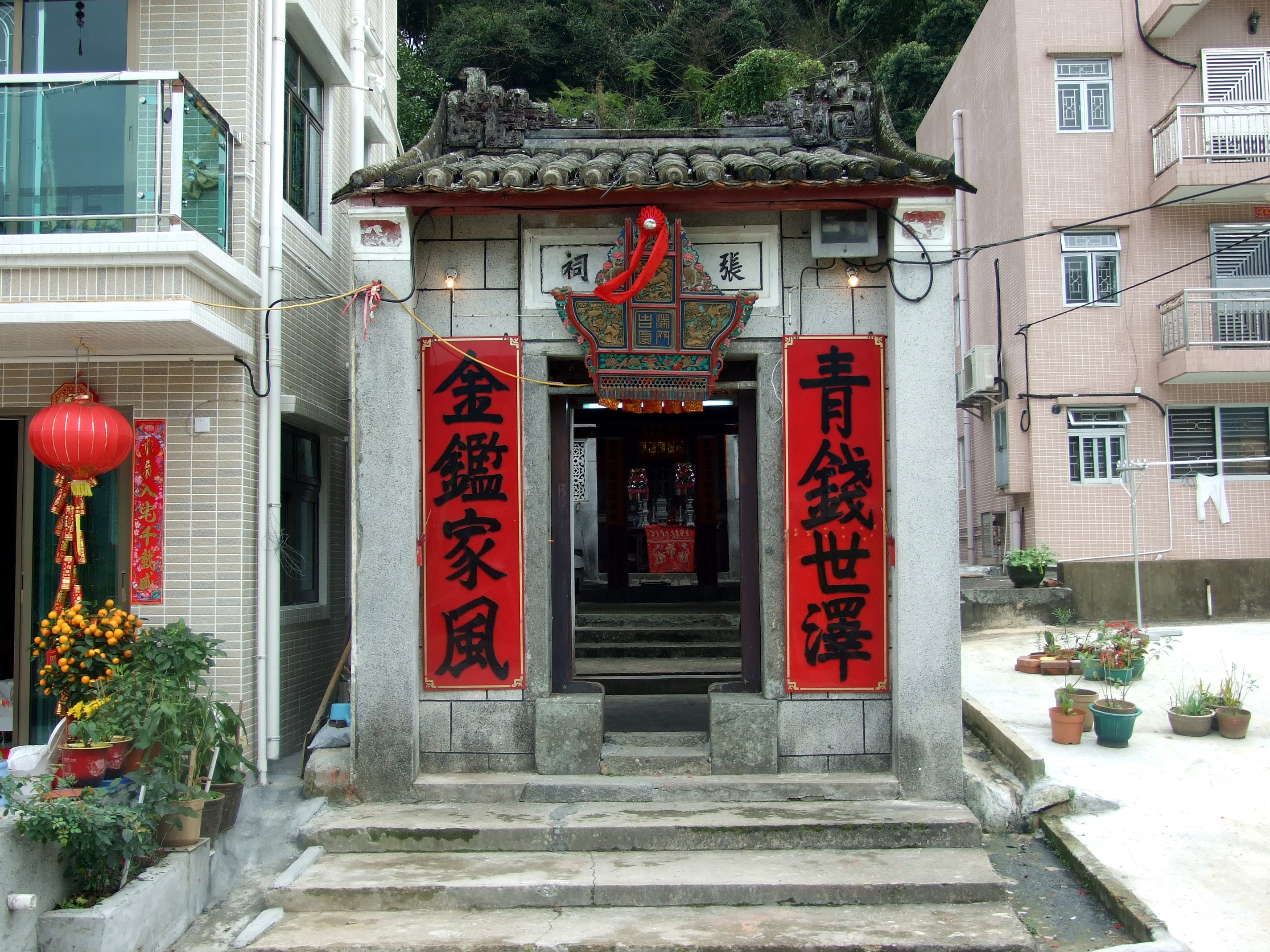
大崦村張氏宗祠

## 著名地點及節慶

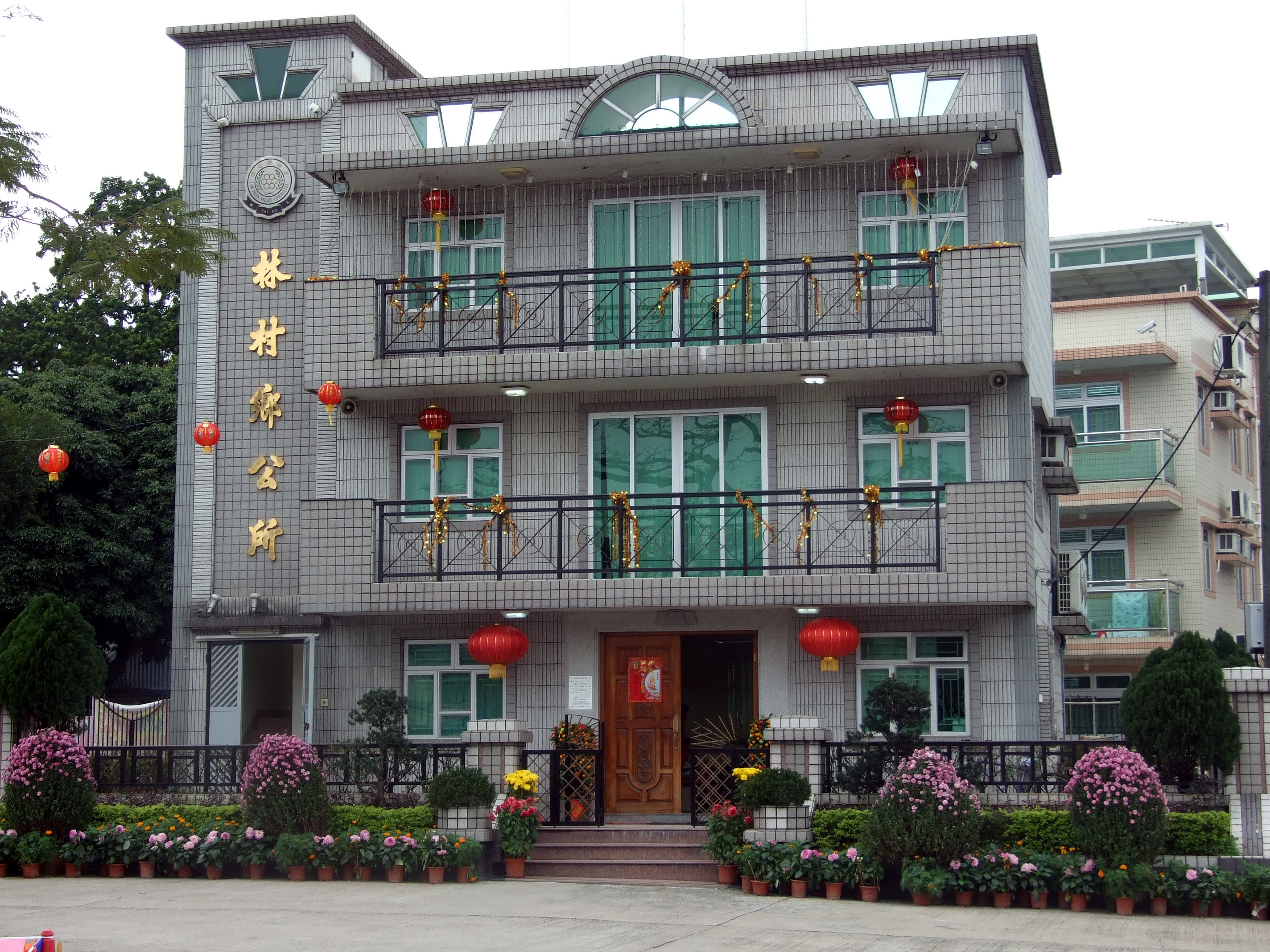
林村鄉公所

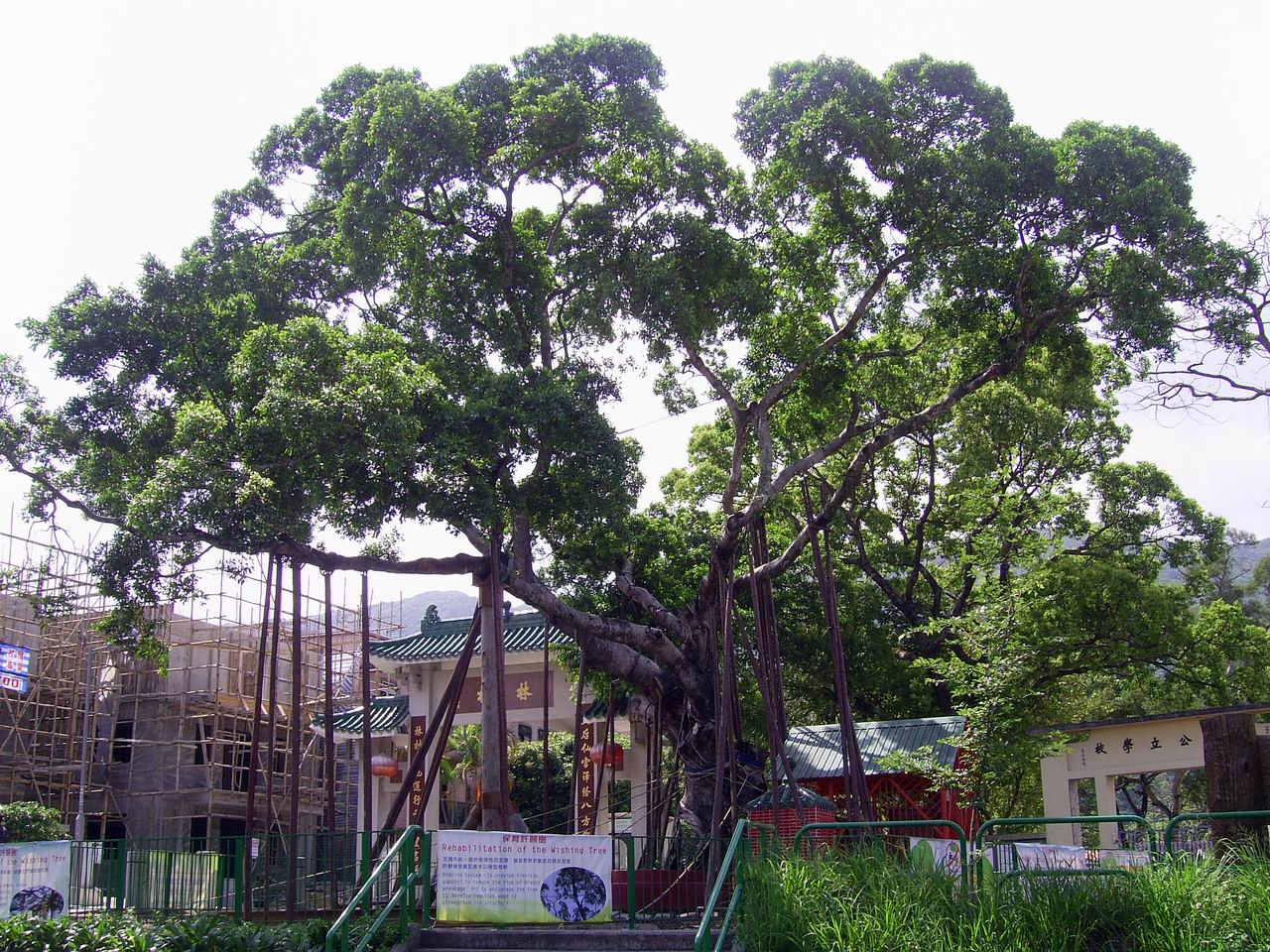
林村許願樹

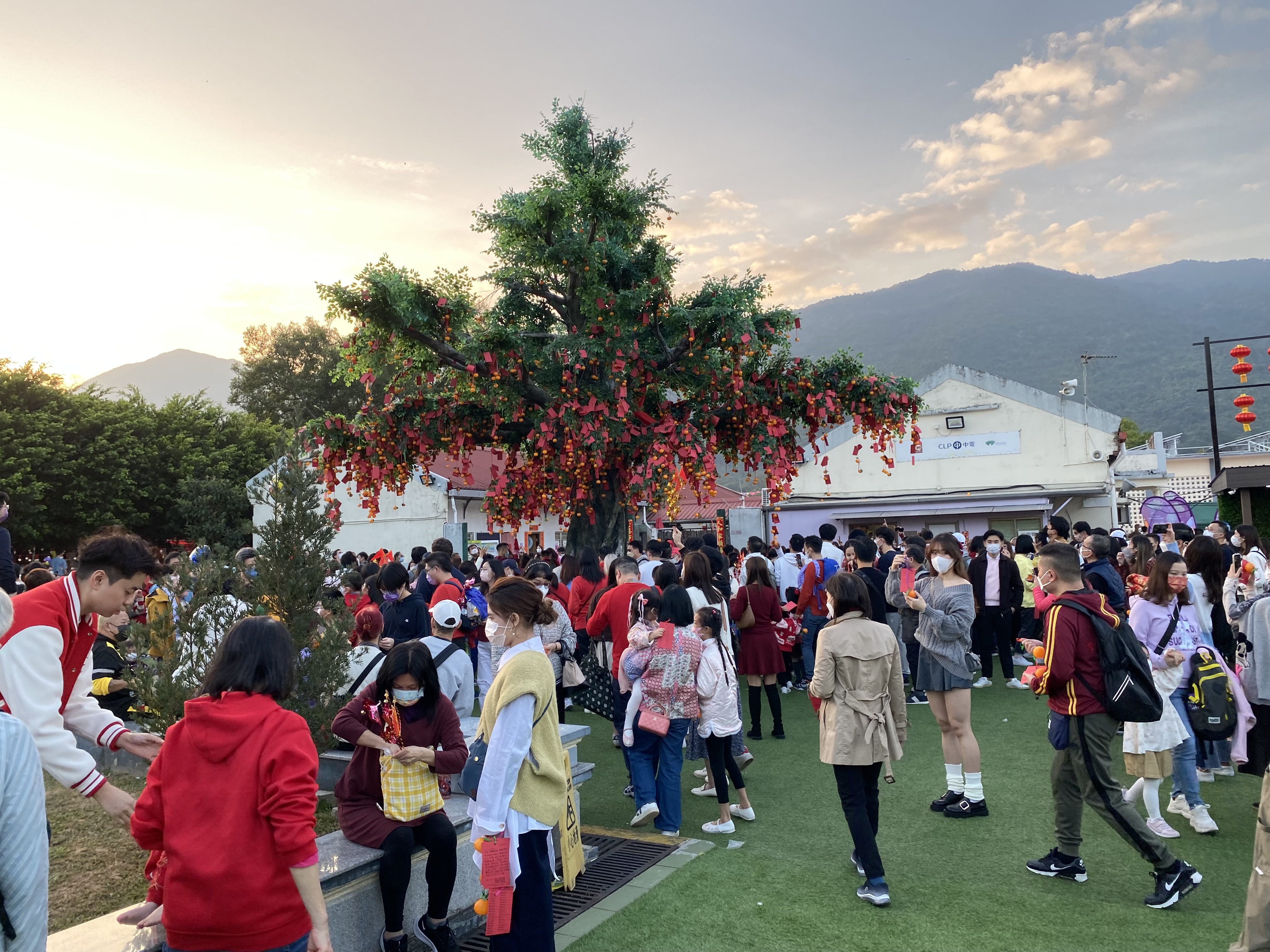
香港許願節2023

- 位於放馬莆村，創立於1954年，為鄉內的最高行政機構，初時在林村天后廟辦公，其後於1981年建成林村鄉公所大樓，再於1998年拆卸重建成三層高的建築。

獅子會林村青年中心
- 於1972年由國際獅子會303區分會資助部份建築費而建成，設有圖書室和多用途的大禮堂，為學生活動及節慶活動提供合適場地。

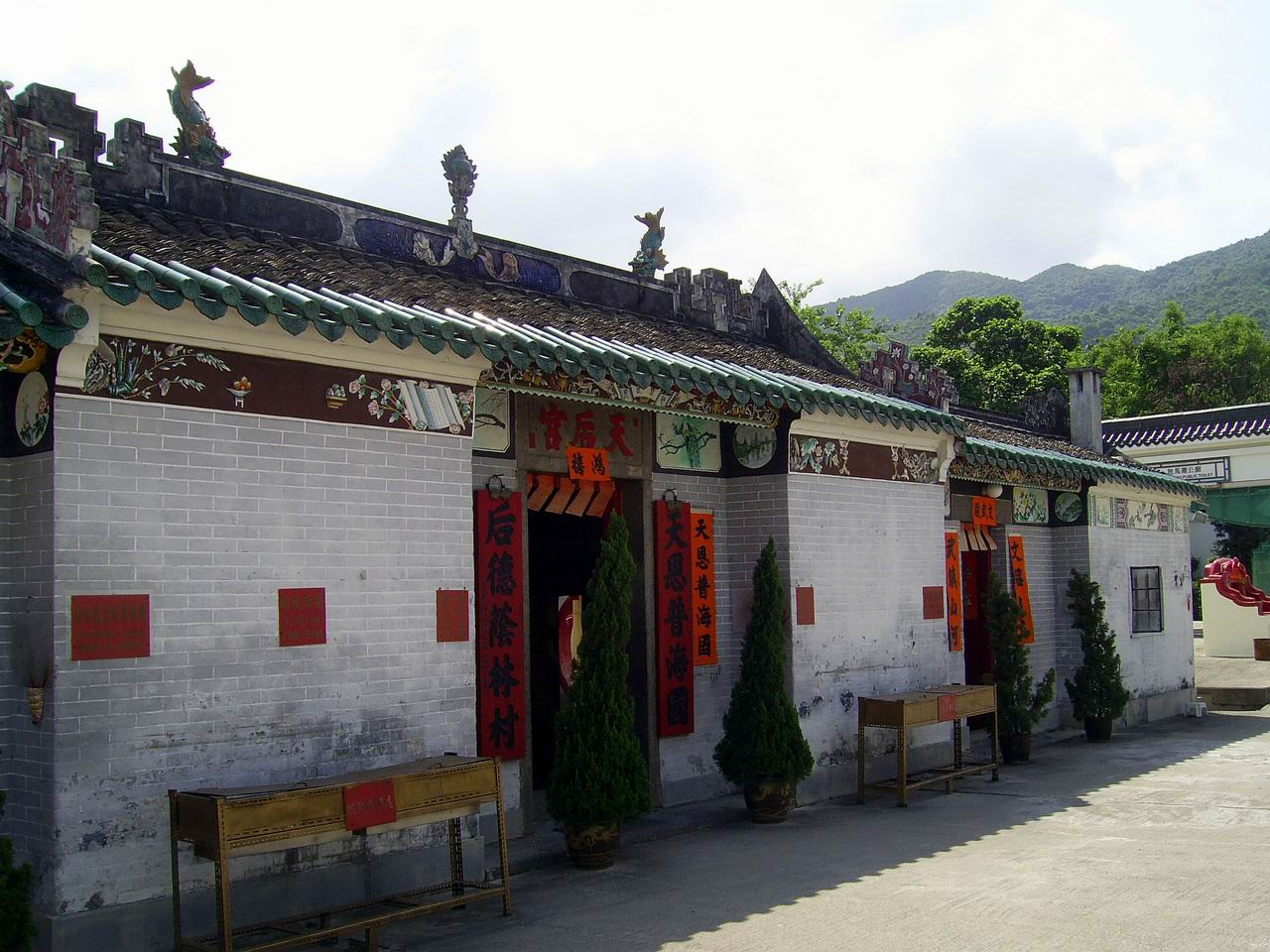
林村天后廟
- 位於放馬莆村，為大埔區最具規模的古廟之一，建於清朝乾隆年間的1736年，曾於1967年、1976年及1992年重修，其中廟內懸掛的洪鐘鑄於1777年 ，廟內設有捐款設立廟宇的鄧占夫婦的靈位，也供奉了12位護鄉烈士的靈位。

林村許願樹
- 位於放馬莆村天后廟右邊，傳說該樹本來是一棵大樟樹，並有伯公的神位，樹木其後枯萎為通心樹，相傳有無心向學的善信到此祈求後學業有成，之後吸引不少善信前來祈福。後期,因樹木倒塌,己改為假樹代替,給於善信祈福。

梧桐寨瀑布（林村瀑布）
- 位於大帽山之上，梧桐寨附近，為行山人士的好去處之一。

萬德苑
- 位於梧桐寨村，建於1975年，是一所道教修養庭苑，地方雖然細小，但建設設計雅緻。

嘉道理農場
- 位於觀音山附近，白牛石村林錦公路旁，1951年由嘉道理兄弟在漁農處協助下建立，佔地超過150公頃，農場設立的目的，是教導當地村民飼養禽畜及種植蔬果的方法，現已對外開放。

林村公立學校
- 位於許願樹旁，已於2004年結束，現已改建為村校博物館。

林村鄉太平清醮
- 林村每隔10年（實際為9年）便會舉行一次太平清醮，最近一次已於2017年12月3日舉行，下次將於2026年末舉行。每次更連續5天在村內公演粵劇，熱鬧非常。

香港青年獎勵計劃賽馬會愛丁堡公爵訓練營
- 位於林村坑下莆，開幕於1986年，重建於2016年，於2021年3月27日開幕典禮。

## 區議會議席分佈
為方便比較，以下列表主要以林錦公路沿線(自林錦公路交滙處至嘉道理農場為止)為範圍。
| 年度/範圍                                      | 2000-2003  | 2004-2007  | 2008-2011  | 2012-2015  | 2016-2019  | 2020-2023  |
| ---------------------------------------------- | ---------- | ---------- | ---------- | ---------- | ---------- | ---------- |
| 林錦公路沿線(自林錦公路交滙處至嘉道理農場為止) | 林村谷選區 | 林村谷選區 | 林村谷選區 | 林村谷選區 | 林村谷選區 | 林村谷選區 |

## 外部連結
- 官方網頁 （页面存档备份，存于）
- 林村 （页面存档备份，存于）
- Youtube：戊子年林村鄉太平清醮 Da Jiu Festival （页面存档备份，存于）